# Chogha Zanbil
Chogha Zanbil (tiếng Ba Tư: چغازنبيل); Elamite: Dur Untash) là một phức hợp cổ của nền văn minh Elamite nằm ở tỉnh Khuzestan, tây nam Iran. Chogha trong ngôn ngữ của người Bakhtiari có nghĩa là "đồi". Đây là một trong số ít những ziggurat tồn tại bên ngoài vùng Lưỡng Hà. Nó nằm cách khoảng 42 km (26 dặm) về phía nam-tây nam của Dezfoul, 30 km (19 dặm) về phía tây của Susa và 80 km (50 dặm) về phía bắc của Ahvaz.

## Lịch sử
Nó được xây dựng vào khoảng năm 1250 trước Công nguyên bởi vua Untash-Napirisha, nhằm tôn vinh thần Inshushinak, một trong những vị thần của Elamite, người bảo về Susa. Tên ban đầu của nó là Dur Untash, có nghĩa là "thị trấn Untash", nhưng nó không có nhiều người sinh sống tại đây, ngoại trừ các linh mục từng sống ở đó. Khu phức hợp được bảo vệ bởi ba bức tường đồng tâm. Khu vực trên cùng được hoàn toàn để dành riêng cho vị thần chính là thần Inshushinak, được xây dựng trên một ngôi đền vuông trước đó với các phòng lưu trữ cũng được xây dựng bởi Untash-Napirisha. Khu vực ở giữa bao gồm 11 đền thờ cho thần khác. Người ta tin rằng, 12 ngôi đền được xây dựng nằm trong kế hoạch ban đầu, nhưng nhà vua đã băng hà trước khi công trình được hoàn thành, và người kế nhiệm ông đã không tiếp tục công việc xây dựng. Trong các khu vực bên ngoài là một cung điện hoàng gia, cùng với 5 ngôi mộ hoàng gia dưới lòng đất.
Mặc dù việc xây dựng trong thành phố đột ngột chấm dứt sau cái chết của vua Untash-Napirisha, nhưng nơi đây đã không bị bỏ rơi cho đến khi nó đã bị phá hủy bởi vua Ashurbanipal của Assyria năm 640 trước Công nguyên. Một số học giả suy đoán dựa trên số lượng lớn các ngôi đền và hiện vật tại Chogha Zanbil có thể Untash-Napirisha muốn tạo ra một trung tâm tôn giáo mới (có thể dùng để thay thế Susa).
Vật liệu xây dựng chính tại Chogha Zanbil là gạch bùn và gạch nung. Các ngôi đền được trang trí bằng gạch nung tráng men, thạch cao, đồ sứ trang trí và thủy tinh. Các tòa nhà quan trọng nhất thì tại cách bức tường bằng gạch nung đều mang dòng chữ và nhân vật được ghi bằng tay. Các bức tượng đất nung tráng men như con bò đực và điểu sư (mình sư tử, đầu và cánh của đại bàng) bảo vệ các lối vào. Gần các ngôi đền Kiririsha và Hishmitik-Ruhuratir, lò nung được phát hiện cho thấy công việc sản xuất gạch nung và vật liệu trang trí ngay tại khu vực xây dựng. Người ta tin rằng các ziggurat được xây dựng trong hai giai đoạn và chủ yếu hình dáng của nó được hình thành ở giai đoạn thứ hai.
Các kim tự tháp ziggurat Chogha Zanbil được coi là ví dụ điển hình và bảo quản tốt nhất trên thế giới. Nó được khai quật trong giai đoạn từ 1951 và 1961 bởi nhà khảo cổ học Roman Ghirshman.

 Trong năm 1979, Chogha Zanbil trở thành địa danh đầu tiên của Iran được UNESCO công nhận là một Di sản thế giới của nhân loại.